# آنتون شانتیر
آنتون شانتیر (روسی: Антон Игоревич Шантырь؛ زادهٔ ۲۵ آوریل ۱۹۷۴) دوچرخه‌سوار اهل روسیه است.
وی در مسابقات کشوری و بین‌المللی در مجموع برندهٔ ۱ مدال نقره شده‌است.